# The Ravens
The Ravens waren eine Rhythm-'n'-Blues-Vokalgruppe, die zu den Pionieren des Doo Wop gehörte. Die Gruppe wurde 1945 von Jimmy Ricks und Warren Suttles gegründet. Unbestrittener Star der Gruppe war Jimmy „Ricky“ Ricks, dessen Bassgesang zum Maßstab für die nachfolgenden Doo-Wop-Basssänger wurde.

Ravens - Ol’ Man River

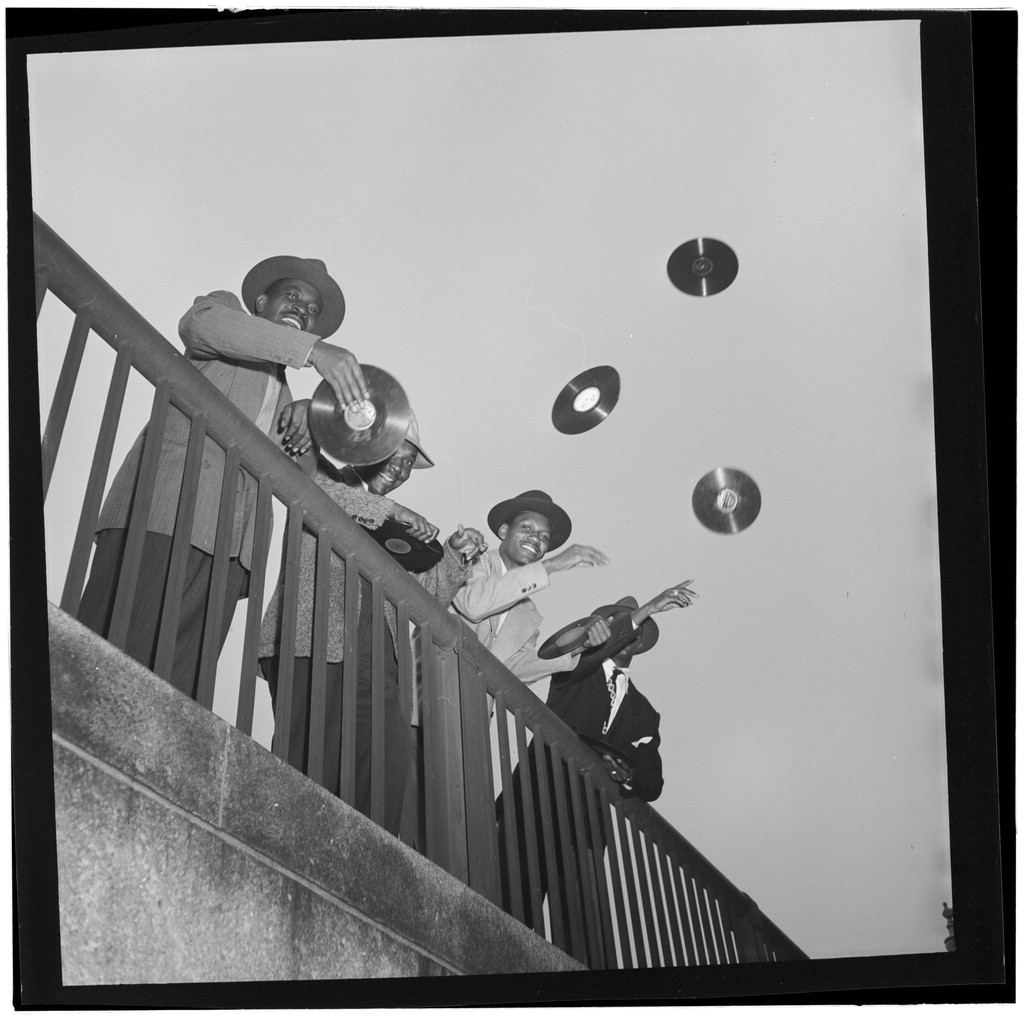
The Ravens in den 1940er Jahren.
Fotografie von William P. Gottlieb.

Zu den ersten Mitgliedern gehörten neben Ricks und dem Bariton Suttles noch der Falsetto-Tenor Maithe Marshall sowie der Tenor Ollie Jones, der später durch Leonard Puzey ersetzt wurde. Ihre erste Single brachten sie bei dem kleinen Plattenlabel Hub Records im Juli 1946 unter dem Titel Honey heraus. Im April 1947 wechselten sie zu National Records, wo sie von Herb Abramson produziert wurden. Erste Platte hier war im Dezember 1947 Write Me A Letter, die einen Rang 5 der Rhythm & Blues-Hitparade erreichen konnte und sich zu einem der ersten Crossover-Hits entwickelte, als sie bis auf Rang 24 der Pop-Charts gelangte. Es folgte im Juni 1947 eine rhythmische Coverversion vom Standard Ol’ Man River, das etwa zwei Millionen Mal verkauft wurde, jedoch nur bis auf Rang 10 der R&B-Charts vordrang. Eine Reihe weiterer Standards wurden am 11. September 1947 mit Summertime oder September Song eingespielt. Ab September 1952 brachten sie keine Single mehr in die Hitparaden, obwohl sie bis Juni 1966 noch Platten aufnahmen. Ihr letztes Label zu jener Zeit war Jubilee Records, die von Herb Abramson im Mai 1946 gegründet worden waren.
1956 verließ Ricks die Ravens und begann eine Solokarriere. Anfang der 1970er sang er im Orchester von Count Basie. Er starb am 2. Juli 1974 im Alter von 50 Jahren.
Die Ravens wurden 1998 in die Vocal Group Hall of Fame aufgenommen.